# 강주연
강주연은 대한민국의 출판인이다. 현재 JTBC플러스의 대표를 맡고 있다.

## 방송
- WANNA B (2017)

## 경력
- 2018 ~ : JTBC플러스 트렌드부문 대표
- 2018 : JTBC 4채널본부장
- 2018 : JTBC플러스 엔터트렌드부문 트렌드총괄
- 2017 : JTBC플러스 디지털이노베이션랩장
- 2016 : JTBC플러스 엔터트렌드채널본부장
- 2016 : 제이콘텐트리 M&B 영상사업실 실장
- 2016 : 제이콘텐트리 M&B 엘르편집담당
- 2010 : 엘르 코리아 편집장
- 엘르 엣티비 제작팀 팀장
- 엘르 코리아 부편집장
- 2007 : 제일모직 마케팅실 광고 비주얼 스페셜리스트
- 2005 ~ 2006 : 엘르 코리아 패션디렉터
- 2001 ~ 2005 : 하퍼스 바자 코리아 패션디렉터
- 제일모직 여성복 디자이너